# Salah Hamouri
Salah Hamouri   (Jerusalem, 25 d'abril de 1985) és un advocat francopalestí i investigador de l'organització de drets humans Addameer de suport als presos polítics. La seva dona, que és francesa, té prohibit des del gener de 2016 entrar a Israel per a visitar-lo.
Hamouri va ser arrestat el 2005 i acusat de conspirar per assassinar Ovadia Yosef, el fundador del partit ultraortodox Xas i antic gran rabí. Després de més de 3 anys de presó preventiva, per recomanació del seu advocat, va admetre la seva culpabilitat en una delació premiada per a evitar una pena de 14 anys de presó, i va ser condemnat per un tribunal militar a 7 anys de presó. Amb motiu de la condemna es van format diversos comitès internacionals per a protestar contra el seu tracte i defensar la seva innocència. Hamouri va ser alliberat a canvi del retorn del presoner de guerra israelià Gilad Shalit el desembre de 2011.
Posteriorment, ha estat sotmès repetidament a un règim de detenció administrativa, que Amnistia Internacional va descriure com «una important violació dels drets humans».
El desembre de 2022, Hamouri va ser deportat d'Israel a França arran que el Ministeri de l'Interior israelià va argumentar problemes de seguretat. El govern francès va condemnar la mesura al·legant que violava el seu dret a viure a la seva Jerusalem natal. Els crítics de la mesura van afirmar que Israel estava cometent un crim de guerra i que l'expulsió formava part d'una neteja ètnica. La deportació de Hamouri va ser condemnada per Amnistia Internacional i el Parlament Europeu.